# Oxysternon festivum
Oxysternon festivum là một loài bọ cánh cứng trong họ Bọ hung (Scarabaeidae).